# Thore Tillman
Thore Tillman, född 9 augusti 1915 i Österlövsta församling, Uppsala län, död den 12 augusti 2004 i Frösö församling, Jämtlands län, var en svensk friidrottare (långdistanslöpning). Inhemskt tävlade han för IF Thor och Fagersta AIK. 
Han utsågs till Stor Grabb med nummer 113 i friidrott. Tillman vilar på Östra begravningsplatsen i Östersund.

## Främsta meriter
Tillman hade under en period 1939 det svenska rekordet på 5 000 meter, även på 4 engelska mil och på 10 000 meter 1939 till 1941. Han kom femma på 10 000 meter vid EM 1938.

## Idrottskarriär
År 1938 vann Tillman SM-guld på 10 000 meter samt guld i lag. Vid EM i Paris detta år deltog han på 10 000 meter där han kom på femte plats. Den 28 juli samma år slog Tillman Edvin Wides svenska rekord på 10 000 meter (30.55,2 från 1924) genom att springa på 30.42,2. Närmare två månader senare, den 24 september, slog han sitt nysatta rekord med tiden 30.37,6. Han behöll det till 1941 då Gösta Östbrink slog det.
1939 vann Tillman SM-guld på 10 000 meter. Han satte den 16 juni i Stockholm svenskt rekord på 5 000 meter med ett lopp på 14.24,2. Därmed slog han Henry Kälarnes rekord från 1938. Kälarne återtog dock rekordet senare samma år. 
År 1940 hade Tillman ett mellanår. Vid SM kom han bara sexa på 5 000 meter. Följande år var han i bättre form och vann SM i terräng 8 km. På 10 000 meter tog han silver med tiden 30.49,8.
År 1942 tog han åter silvermedalj på 10 000 meter vid SM (tid 30.39,0). År 1943 var Tillman skadad och tävlade inte.
År 1944 vann han SM-guld på 10 000 meter på tiden 30.34,4. År 1946 deltog han på 10 000 meter vid EM i Oslo men bröt. Vid SM detta år vann han guld på 10 000 meter.